# Aarschot
Aarschot este un oraș din regiunea Flandra din Belgia. 